# Romanogobio ciscaucasicus
Romanogobio ciscaucasicus är en fiskart som först beskrevs av Berg 1932.  Romanogobio ciscaucasicus ingår i släktet Romanogobio och familjen karpfiskar. IUCN kategoriserar arten globalt som livskraftig. Inga underarter finns listade i Catalogue of Life.